# 避来矢
避来矢（ひらいし）とは、平安時代中期の武将藤原秀郷が百足退治の礼として龍宮の王からもらったという伝説のある大鎧の名称。この鎧を着用していると飛んでくる矢に当たらなかったという。「平石」とも記される。

## 由緒
藤原秀郷の子孫である足利忠綱が以仁王の挙兵の時、宇治川で敵と対峙した。避来矢は非常に重いため忠綱は軽い鎧に着替えて戦った。勝利して川べりを見ると置いていたはずの避来矢がなくなっており、平らな石が置かれていただけであった。家宝をなくしたと思った忠綱は嘆きのあまりその平らな石を殴りつけた。するとその石は消えてもとの避来矢が現れたという。それから避来矢は平石とも呼ばれるようになった。
藤原氏子孫（下野国の佐野氏）に伝えられたが、江戸時代に浅草に保管してあったところ火災により焼失し、兜鉢、障子の板、壺板等の金属部分のみが残った。出流山千手院という寺院に保管された後、1869年（明治2年）に栃木県唐沢山神社に移され、大鎧初期の形式を現代に伝えている（国の重要文化財）。甲冑師明珍家の宗家第二十五代目当主明珍宗恭により復元された。
寺院などに収められてからは、「おひらいし」「避来矢大権現」として崇拝の対象になっていた。また、秀郷の家には「室丸」という鎧も伝えられていたというが、これについては明らかではない。